# CLAMP
CLAMP (クランプ Kuranpu?) es un cuarteto de dibujantes japonesas de manga. Tienen un estilo bastante maduro en cuanto a guion, que podría interpretarse como «manga para adultos», aunque historias como Cardcaptor Sakura están dedicadas también a un público infantil, de modo que el grupo incursiona en una gran variedad de géneros para diversos públicos. Las miembros son: Mokona (もこな?), antes Mokona Apapa; Nanase Ōkawa (大川七瀬?), durante 2004 Ageha Ōkawa; Tsubaki Nekoi (猫井椿?), antes Mick Nekoi; y Satsuki Igarashi (いがらし寒月?), que conservó el nombre, pero cambiando la combinación de hiragana y kanji, pues antes se leía: 五十嵐さつき.

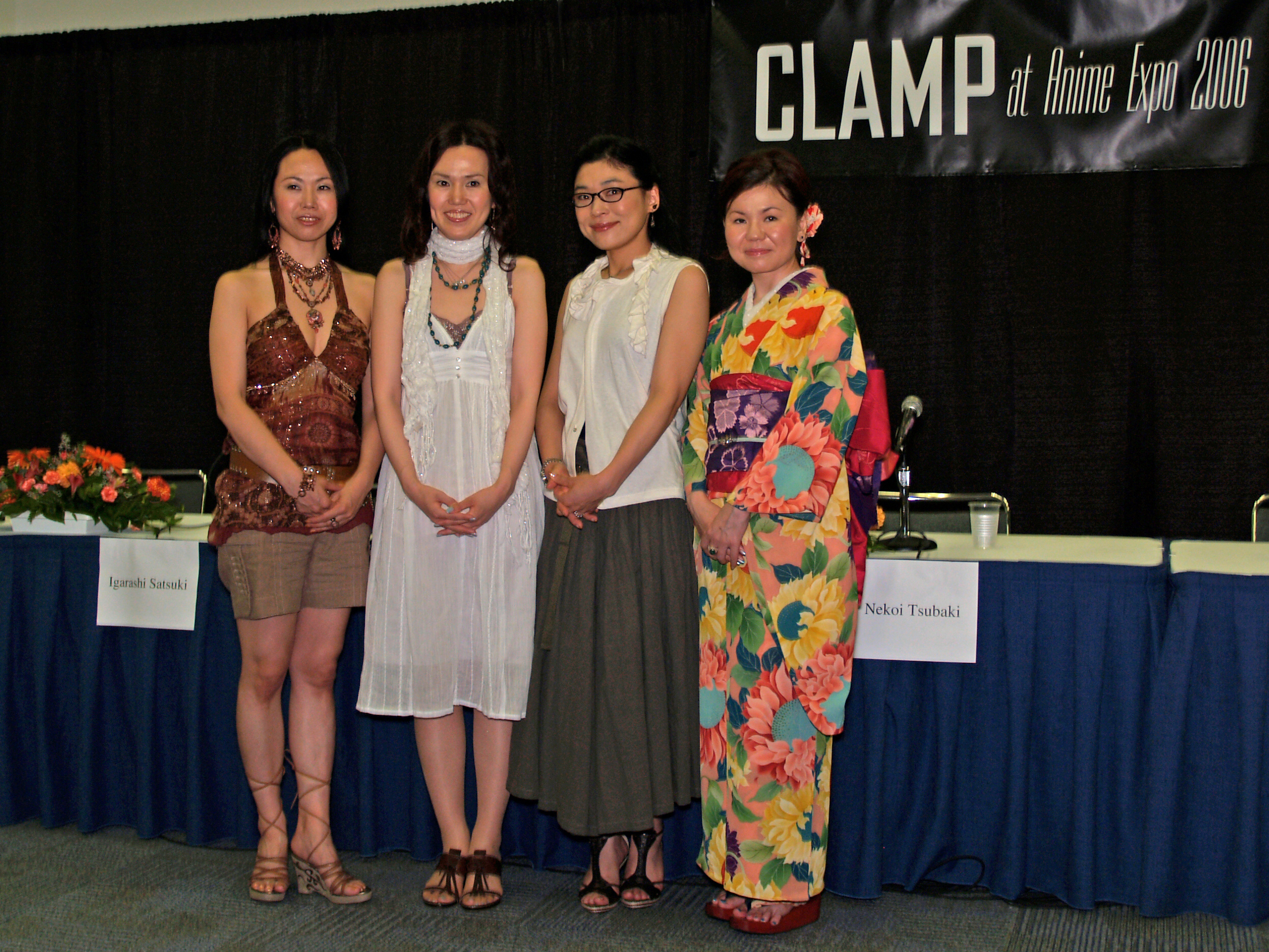
Integrantes de CLAMP; de izquierda a derecha: Satsuki Igarashi, Nanase Ōkawa, Tsubaki Nekoi y Mokona.

Empezaron como un grupo de dibujantes en el instituto, ilustrando dōjinshi desde 1987 hasta 1991. Los dōjinshi se publicaban en una colección llamada CLAMP BOOK. También publicaron una colección de dōjinshi llamada CLAMP NEWS, que incluía pequeñas historias por entonces más recientes e imágenes de artbook. Residen en Tokio. En un principio tenían doce miembros, de las cuales actualmente solo quedan cuatro.

## Integrantes
En los inicios del grupo, CLAMP estaba compuesto por doce integrantes: Tamayo Akiyama, Soushi Hisagi, O-Kyon, Kazue Nakamori, Inoue Yuzuru, Sei Nanao, Shinya Ohmy, Leeza Sei, Nanase Ōkawa, Tsubaki Nekoi, Satsuki Igarashi y Mokona Apapa. Luego se redujo a las cuatro actuales:
- Tsubaki Nekoi: Nacida el 21 de enero de 1969 en Kioto, es la codirectora y su rol en el equipo incluye la aplicación de screentones, es decir, la aplicación de semitonos y corregir ilustraciones del manga. Ella es también la artista del grupo (normalmente es Mokona) en Lawful Drug, The One I Love, Wish y Suki Dakara Suki. La conocían previamente como Mick Nekoi. Para el decimoquinto aniversario de CLAMP, en 2004, ella y las otras tres miembros de CLAMP cambiaron sus nombres porque querían tener seudónimos nuevos aunque también las relacionaban como las hermanas CLAMP. En la última entrevista, Ageha Ōkawa indicó que las razones de cambiar su nombre era que Nekoi cansaba a la gente y comentaba que su nombre era igual que el de Mick Jagger.
- Satsuki Igarashi: Nacida el 8 de febrero de 1969 en Kioto. Sus deberes en el equipo incluyen la coordinación de la producción y el diseño de personajes de Chobits y de Tsubasa Reservoir Chronicle. Como los otros miembros de CLAMP, ella cambió la escritura de su nombre con motivo del decimoquinto aniversario del grupo. Es prima de la mangaka Yumiko Igarashi, dibujante de una de las obras más importantes del shōjo, Candy Candy.
- Mokona: Nació el 16 de junio de 1969 en Kioto. Ella es la artista del equipo, la que colorea y la que se encarga de la composición (por ejemplo, en Cardcaptor Sakura). Anteriormente fue conocida como Mokona Apapa. La razón de quitar «Apapa» de su nombre era que sonaba demasiado inmaduro para su gusto.
- Nanase Ōkawa: Nació el 2 de mayo de 1967 en Osaka. Ella es la directora del equipo y sus deberes en el equipo incluyen escribir los guiones, hacer el diseño de las cubiertas de las novelas y el planear las ventas. Fue conocida durante 2004 como Ageha Ōkawa.

## Dōjinshi

### 1987
- CLAMP BOOK # 1 Shinjuku Junai Monogatari (dōjinshi de Monogatari)
- CLAMP BOOK # 2 Kujaku Myouou Darani (dōjinshi de Kujakuou)
- CLAMP BOOK # 3 Yoiko no Saint Daihyakka (dōjinshi de Saint Seiya)
- CLAMP BOOK Shining Star (obra original de CLAMP. Reeditada en 1990 por Kadokawa Shōten)

### 1988
- CLAMP BOOK # 4 POTATO CLUB (dōjinshi de Capitain Tsubasa)
- CLAMP BOOK # 5 Ginga Eiyuu Densetsu Satsujin Jiken (dōjinshi de Gin-Ei-Den Souryuuden)
- CLAMP BOOK # 6 Seiden Disco Version (dōjinshi de Seiden)
- CLAMP BOOK # 6 Seiden Disco Version Saishuu Fukkokuban (dōjinshi de Seiden)
- CLAMP BOOK # 7 Hisshou! Tanaka Yoshiki Sensei Kouryakuhou (dōjinshi de Ginga Eiyuu Densetsu Souryuuden)
- CLAMP BOOK # 8 LET'S PLAY WITH EARTHIAN:PIN PON PAN! (dōjinshi de Erthian)
- CLAMP BOOK #10 Karura Bonodori! (dōjinshi de Karura Mau!)
- CLAMP BOOK #11 SHOTEN #1 (obra original de CLAMP)
- CLAMP BOOK #12 Fuuun Samurái Trooper Jou (dōjinshi de Troopers)

### 1989
- CLAMP BOOK #13 SHOTEN #2 (obra original de CLAMP)
- CLAMP BOOK #14 Seiden Kessakushuu (dōjinshi de Seiden)
- CLAMP BOOK #15 BREAK SHOT INSTRUCTION in CLAMP (dōjinshi de Break Shot)
- CLAMP BOOK #16 SHOTEN: "SPECIAL" (obra original de CLAMP)
- CLAMP BOOK #17 SHOTEN #3 (obra original de CLAMP)
- CLAMP BOOK #18 Watashi no Himitsu Heiki (dōjinshi de Shurato)

### 1990
- CLAMP BOOK #19 SHOTEN #5 (obra original de CLAMP)
- CLAMP BOOK #20 Heart nibun no Kyojin no hoshi (dōjinshi de Kyojin no Hoshi)
- CLAMP BOOK #21 SHOTEN #6 (obra original de CLAMP)

### 1991
- CLAMP BOOK #22 Shinkyoku Divina Commedia in Devilman (dōjinshi de Devilman)

(Nota: En dōjinshi SHOTEN #5 se pueden notar claramente, en la portada, los prototipos de los personajes de Tokyo Babylon)

## Obras originales

### En curso
Obras que se siguen publicando o está prevista una continuación
| Nombres                                                                | Editorial, Revista y Sello de publicación                         | Año de publicación                                           | Volúmenes de publicados |
| ---------------------------------------------------------------------- | ----------------------------------------------------------------- | ------------------------------------------------------------ | ----------------------- |
| Lawful Drug (合法ドラッグ Gohō Drug?)/ Drug & drop(ドラッグ＆ドロップ) | Kadokawa Shoten Shoujo Tenkoku / Asuka Mystery DX Asuka Comics DX | Lawful Drug parada en 2002 Retomada como Drug & Drop en 2011 | 3 y 2                   |
| X (エックス Ekkusu?)                                                   | Kadokawa Shoten Asuka Asuka Comics                                | 1992 - 2003                                                  | 18.5                    |
| Gate 7 (ゲート セブン Gēto Sebun?)                                     | Shueisha                                                          | 2011 -                                                       | 4                       |
| ×××HOLiC: Rei                                                          | Kodansha                                                          | 2013 - 2017, retomada 2023                                   | 4                       |

### Completas
Obras completas.
| Nombres | Editorial                                                                              | Año de Publicación | Volúmenes de recopilatorios |
| --- | -------------------------------------------------------------------------------------- | ------------------ | --------------------------- |
| Shining Star ( Syainii Staa?)                                                                                          | (dōjinshi) / Kadokawa Shoten (1990) Clamp Book                                         | 1987               | 1                           |
| Shoten (書店 Shoten?)                                                                                                  | dōjinshi Clamp Book                                                                    | 1988 - 1990        | 6                           |
| Derayd ( Deraaii?) | Shinkigensha - Fantasy Comics / Gokigen Comics                                         | 1989               | 1                           |
| RG Veda (聖伝 Sei-den?)                                                                                                | Shinshokan Wings Wings Comics                                                          | 1989 - 1994        | 10                          |
| Cluster ( Kurostaa?)                                                                                                   | Shinkigensha -                                                                         | 1990 - 1995        | 10                          |
| 20 Mensho ni Onegai! (20面相におねがい!! 20 Mensō ni Onegai!!?)                                                        | Kadokawa Shoten Comic Genki Newtype 100% Collection                                    | 1990 - 1991        | 2                           |
| Tokyo Babylon (東京BABYLON Tōkyō BABYLON?)                                                                             | Shinshokan South South Comics / Wings Library                                          | 1991 - 1994        | 7                           |
| Combination (コンビネーション Konbinesyoo?)                                                                            | Shinshokan / Kōbunsha Val Pretty Kobunsha Girls Comics Series                          | 1991-1996          | 6                           |
| Clamp Gakuen Tanteidan (CLAMP学園探偵団 Clamp Gakuen Tanteidan?)                                                       | Kadokawa Shoten Asuka Mystery DX Asuka Comics DX                                       | 1992 - 1993        | 3                           |
| Shin Shunkaden (新・春香伝 Shin Shunkaden?)                                                                            | Hakusensha Hana to Yume Serie Mystery HLC / Hakusensha Library                         | 1992               | 1                           |
| Shirahime-Syo (白姫抄 Shirahime-Shō?)                                                                                  | Kadokawa Shoten Asuka Mystery DX Asuka Comics DX                                       | 1992               | 1                           |
| Gakuen Tokkei Duklyon (学園特警デュカリオン Gakuen Tokkei Dyukarion?)                                                  | Kadokawa Shoten Comic Genki no Moto Newtype 100% Comics                                | 1992 - 1993        | 2                           |
| Rex Kyouryuu Monogatari (れっくす：「恐竜物語 Rekkusu: Kyōryū Monogatari?)                                             | Kadokawa Shoten Asuka Asuka Comics DX                                                  | 1993               | 1                           |
| Magic Knight Rayearth (魔法騎士レイアース Majikku Naito (Mahō Kishi) Reiāsu?)                                          | Kōdansha Nakayoshi KC Deluxe                                                           | 1993 - 1996        | 6                           |
| Mokona-ojio no E-hom (?)                                                                                               | Kadokawa Shoten                                                                        | 1995               | 1                           |
| Fushigi no Kuni no Miyuki-chan (不思議の国の美幸ちゃん Fushigi no Kuni no Miyuki-chan (Miyukichan in the Wonderland)?) | Kadokawa Shoten Comic genki no Moto Newtype 100% Comics Extra / Kadokawa Comics Series | 1995               | 1                           |
| Watashi no Suki o Hito (わたしのすきなひと Watashi no Suki na Hito?)                                                   | Kadokawa Shoten Young Rose Young Rose Comics DX                                        | 1995               | 1                           |
| Cardcaptor Sakura (カードキャプターさくら Kādokyaputā Sakura Kuria Kādo-hen?)                                          | Kōdansha Nakayoshi                                                                     | 1996 - 2000        | 12                          |
| Wish | Kadokawa Shoten Asuka Mystery DX Asuka Comics DX                                       | 1995 - 1998        | 4                           |
| Angelic Layer (エンジェリックレイヤー Enjerikku Reiyā?)                                                                | Kadokawa Shoten Shōnen Ace Kadokawa Comics A                                           | 1999 - 2001        | 5                           |
| Clover (クローバー Kurōbaa?)                                                                                           | Kōdansha Amie (cancelada) Amie KC                                                      | 1997 - 1999        | 4                           |
| Suki Dakara Suki 「すき。だからすき」 ("Suki, Dakara Suki"?)                                                           | Kadokawa Shoten Asuka Mystery DX Asuka Comics                                          | 1999 - 2000        | 3                           |
| Chobits (ちょびっツ Chobitsu?)                                                                                         | Kōdansha Young Magazine Young Magazine KC Deluxe                                       | 2001 - 2002        | 8                           |
| Tsubasa: RESERVoir CHRoNiCLE (ツバサ-RESERVoir CHRoNiCLE-?)                                                            | Kōdansha Young Magazine Young Magazine KC Deluxe                                       | 2003 - 2009        | 28                          |
| ×××HOLiC ( ホリック-?)                                                                                                 | Kōdansha Young Magazine Young Magazine KC Deluxe                                       | 2003 - 2011        | 19                          |
| Kobato (こばと Kobato?)                                                                                                | Kadokawa Shoten Newtype Magazine                                                       | 2004 - 2011        | 6                           |
| Tsubasa World Chronicle: Nirai Kanai-hen                                                                               | Kodansha                                                                               | 2014 - 2016        | 3                           |
| Cardcaptor Sakura Clear Card Edition (クリアカード編 Kādokyaputā Sakura Kuria Kādo-hen?)                               | Kōdansha Nakayoshi                                                                     | 2016 - 2024        | 16                          |

### Historias cortas
Obras de 50 a 90 páginas, que nunca se editaron en tankōbon.
| Nombres | Año de publicación | Editorial y revista                         |
| --- | ------------------ | ------------------------------------------- |
| Tenshi no Bodyguard (天使のボディガード Tenshi no Bodyguard?)                                                                                            | 1989               | Kōbunsha Val Pretty                         |
| Shiawase ni Naritai (しあわせになりたい Shiawase ni Naritai?)                                                                                            | 1990               | Fusion Product Genki Tokuhon                |
| Tenku Senki Shurato Original Memory : Dreamer (天空戦記シュラト オリジナルメモリー「夢魔（ドリーマー）」 Tenku Senki Shurato Original Memory : Dreamer?) | 1990               | Kadokawa Shoten Newtype Comic Genki no Moto |
| Koi wa Tenka no Mawarimono (恋は天下のまわりもの Koi wa Tenka no Mawarimono?)                                                                            | 1990               | Hakusensha Series                           |
| Left Hand (左手 Hidari Te?) | 1994               | Shinshokan South                            |
| Sohryuden: Legend of the Dragon Kings (水都の四兄弟 創竜伝・外伝 Suito no Yonkyōdai Sohryūden Gaiden?)                                                   | 1994               | Kadokawa Shoten Asuka Mystery DX            |
| Yumegari (夢狩り Yumegari?) | 1996               | Kadokawa Shoten Asuka                       |
| Ano hi wo shiru mono wa saiwai de Aru (あの日を知るものは幸いである Ano hi wo shiru mono wa saiwai de Aru?)                                              | 2002               | Kōdansha Young Magazine Zoukan : Sports Sou |
| Murikuri (むりくり Murikuri?) | 2002               | Kōdansha Young Magazine                     |
| Washizu (?) | 2008               | Monthly Kindai Mahjong Original             |
| GATE 7 (GATE 7?) | 2010               | Shueisha Jump Square                        |

La mayoría de estas aún hoy día siguen abiertas, y en España se han editado casi todas. Las Clamp son sólo cuatro, pero son capaces de llevar muchas historias a la vez.

### Revistas
CLAMP no Kiseki es una serie de 12 tomos dirigido a fans de CLAMP y que presenta entrevistas, comentarios y datos de sus series, datos de ellas, etc. Presenta además la característica de que vienen acompañados de piezas de ajedrez con personajes de sus series, por lo que si se comprasen todos los tomos se completara el set de ajedrez. Entre los personajes se incluyen Sakura Kinomoto, Tomoyo Daidouji, Chii, Kohaku y Seishirou Sakurazuka.

## Relaciones entre series
En 1994 colaboraron con X Japan en la creación de la versión animada de su single Rusty Nail. El estilo de dibujo de este video se puede comparar notablemente con RGVeda, pues para el conocedor resultan ser muy similares, siendo claros que en aquel entonces, el estilo de Dibujo de CLAMP era totalmente diferente al de hoy en día y a la mayoría de sus otras obras. Ellas se caracterizan también por un cierto gusto por los crossovers, por lo cual leyendo algunas de sus series pueden encontrarse personajes, objetos, lugares, símbolos y/o referencias conocidos de otra serie.[cita requerida]
Como uno de los más notorios ejemplos se señala a su obra X, donde aparecen Subaru Sumeragi, Hokuto Sumeragi y Seishirou Sakurazuka de Tokyo Babylon y aparecen también Nokoru Imonoyama, Akira Ijuin y Suoh Takamura de CLAMP Gakuen Tanteidan, además de sus de obras más recientes, como son xxxHOLIC y Tsubasa: RESERVoir CHRoNiCLE, las cuales se caracterizan principalmente por ser de esta clase de temas muy crossover, ya que las dos se intersecan con respecto al argumento y además Tsubasa se puede llegar a considerar una serie basada en un guion crossover, ya que en su trama aparecen constantemente personajes de todas sus obras anteriores.[cita requerida]
Del mismo modo, han ayudado a la realización de otras series. Como diseñadoras de personajes colaboraron con los bocetos del elenco para el anime de Code Geass: Lelouch of the Rebellion, teniendo al protagonista, Lelouch Lamperouge basado en Kamui de su anime "X" y a su antagonista, Suzaku Kururugi; quien tiene fuertes influencias de Syaoran Li (Shaoran Li (de "Sakura Card Captor" y "Tsubasa: RESERVoir CHRoNiCLE"), además de haber participado con Madhouse para la realización de los capítulos de la miniserie llamada "Sweet Valerian", de la cual ellas hicieron el diseño conceptual. También colaboraron con el desarrollo, ilustración y boceto de los personajes, escenografías y vestuarios del anime de Blood-C.
Además de estas obras, han colaborado en el diseño de personajes para la serie de misterio Mōryō no hako, estrenada en octubre del 2008. Últimamente han llevado su característico diseño de personajes a videojuegos de la casa Namco-Bandai, siendo quienes están tras el diseño de los trajes para algunos personajes de Tekken 6, siendo un tophang exclusivo para la versión del PlayStation 3.